# Мат Грьонинг
Матю Ейбрам „Мат“ Грьонинг (на английски: Matthew Abram „Matt“ Groening) е американски аниматор, сценарист и продуцент, роден 15 февруари 1954 г. в Портланд, Орегон. Известен е като създателя на най-дълго просъществувалото в праймтайма телевизионно шоу „Семейство Симпсън“, както и на друг телевизионен продукт – „Футурама“. Негово дело е и линейния комикс „Life in Hell“.
Грьонинг прави своя дебют през 1978, когато продава „Life in Hell“ на авангардното списание „Wet“. Комиксът достига своя пик, когато е публикуван в 250 седмични вестника. Историята, изобилстваща с черен хумор, грабва вниманието на Джеймс Брукс, който през 1985 г. се свърза с художника, за да му предложи да участва, като създател на серия от късометражни филми, включени в телевизионното вариете шоу на FOX „Шоуто на Трейси Улман“. Грьонинг изобретява персонажите от „Семейство Симпсън“, които получават собствено телевизионно шоу през 1989 г., продължаващо и до този момент с общо 596 епизода. През 1997 г. аниматорът и един от бившите сценаристи на „Симпсън“, писателят Дейвид Екс. Коен, разработват анимационния ситком „Футурама“, който се развива в ретрофутуристичния 31 век. Шоуто стартира 1999 г. по FOX, където са излъчени първите четири сезона до 2003 г. Последните два сезона за откупени и показани по „Comedy Central“ от 2008 г. до 2013 г.
Американският аниматор печели 12 награди „Праймтайм Еми“, десет от които за „Семейство Симпсън“ и две за „Футурама“. Номиниран за БАФТА и взима една награда „Ани“. През 2004 г. е удостоен с „British Comedy Awards“ за „отличителни заслуги в комедията“. 2002 г. печели „Reuben Award“ от „National Cartoonist Society“ за своята работа над „Life in Hell“. На 12 февруари 2012 г. получава звезда на „Холивудската алея на славата“.

## Биография
Мат Грьонинг е роден на 15 февруари 1954 г. в Портланд, Орегон в семейството на Маргарет и Хоумър Грьонинг. Майка му е от норвежки произход и работи като учителка, а баща му е бивш майор ветеран от Втората световна война и работи като аниматор, рекламист, сценарист и режисьор на документални филми. Мат има три сестри – Патриша (Пати), Лиса и Маги и един брат на име Марк.
Мат учи първо в гимназия „Линкълн“ в Портланд, а след това през 1972 г. се записва в щатския колеж „Евъргрийн“ в град Олимпия, щат Вашингтон. В колежа Мат е редактор на студентския вестник „The Cooper Point Journal“, за който освен че пише статии рисува и карикатури. Дипломира се през 1977 г.
През 1986 г. Грьонинг се жени за Дебора Каплан. Те имат двама сина Хоумър и Ейб. Двойката се развежда през 1999 г. През 2011 г. Грьонинг се жени за аржентинската художничка Августина Пикасо, с нея имат една дъщеря на име Камил (от предишна връзка на Августина) и син на име Натаниел Филип Пикасо Грьонинг.
Грьонинг се определя като агностик и либерал, той често прави финансови вноски за кампаниите на кандидатите от Демократическата партия. Първата му братовчедка Лори Андерсън е член на Орегонския щатски сенат, като представител на окръг Мълтнома.

## Кариера
През 1977 г. Грьонинг заминава за Лос Анджелис с намерение да стане писател. Той създава комикса „Life in Hell“, който първоначално разпространява в музикалния магазин в който работи. Комикса получава голямо внимание от независимия седмичник „The Los Angeles Reader“, също така Мат получава и собствена музикална рубрика в същия вестник. „Life in Hell“ става много популярен почти веднага. През 1984 г. Мат и неговата приятелка Дебора Каплан издават книга по „Life in Hell“, която носи името „Love in Hell“. По-късно двамата основават дистрибуторската компания „Life in Hell“, чрез която да се разпространяват всички работи на Грьонинг.
Комиксът „Life in Hell“ привлича вниманието на Джеймс Брукс. През 1985 г. той се свързва с Грьонинг за да направи шоу по телевизия „Фокс“, което да е еквивалент на „Шоуто на Трейси Улман“. Първоначално Брукс искал Мат да вкара персонажите от „Life in Hell“ в новото шоу. От страх да не загуби правата върху предното си шоу, Грьонинг създава нещо напълно ново и го нарича Семейство Симпсънс, като дава имената на роднините си на персонажите в анимацията. Към момента от анимационния сериал са излъчени над 500 епизода в 24 сезона. През 1999 г. аниматорът създава „Футурама“, анимация за живота през 3000 г. След четири години в ефир, шоуто е спряно от телевизия „Фокс“, но по-късно бива подновено и след по-малко от пет години започва излъчване на нови епизоди по „Comedy Central“.